# Alkoholbesteuerung

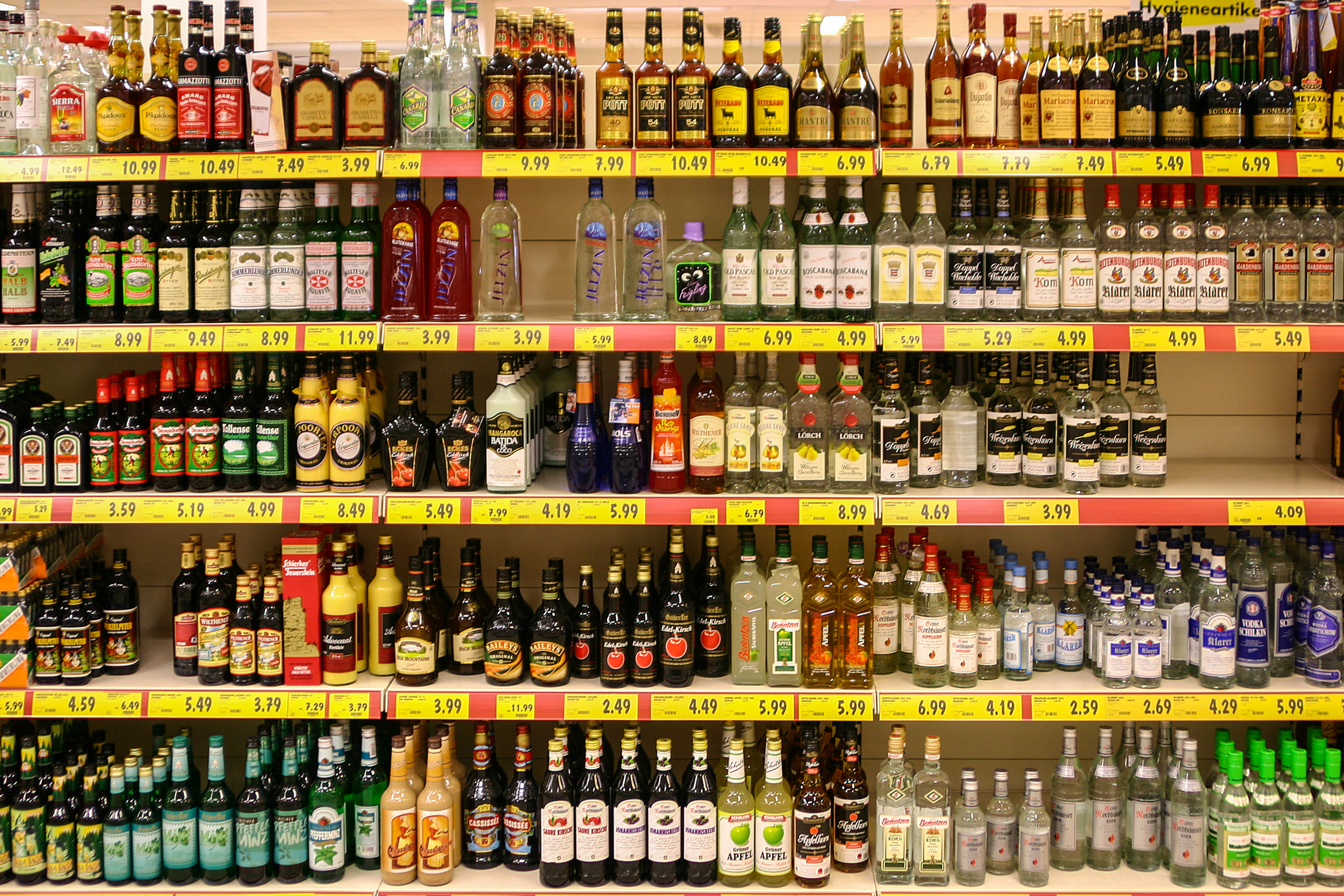
Spirituosen-Regal in einem deutschen Supermarkt

In vielen Staaten unterliegen verschiedene alkoholische Getränke einer gesonderten Besteuerung. Während dies früher vor allem aus fiskalischen Gründen geschah, wird die Alkoholbesteuerung seit dem 19. Jahrhundert auch mit gesundheitspolitischen Argumenten gerechtfertigt. Oftmals haben sich die Besteuerung gebrannter Wasser und jene vergorener Getränke (insbesondere Bier) historisch separat entwickelt.

## Geschichte
Seit der frühen Neuzeit finden sich vereinzelte Steuern und Abgaben auf alkoholische Produkte, so aus dem Jahr 1509 aus Nordhausen und aus dem Jahr 1660 aus England. Seit dem 19. Jahrhundert findet eine systematischere Besteuerung alkoholischer Getränke statt.

### Europäische Union
Seit den 1970er Jahren gab es im Rahmen der Europäischen Wirtschaftsgemeinschaft Bestrebungen, Verbrauchsteuern auf alkoholische Getränke zu harmonisieren. Mitte der 1980er Jahre wurde, mit der Wiederbelebung der europäischen Integration, die Vollendung des Binnenmarktes bis 1992 vorangetrieben. Im Jahr 1985 legte dazu die Europäische Kommission im Weißbuch zur Vollendung des Binnenmarktes an den Rat ein Programm vor, das die Abschaffung von Grenzkontrollen, das steuerfreie Versenden von Waren, einschließlich von Alkohol, innerhalb der EU und die Annäherung der Steuersätze vorsah.
Mit Gründung der Europäischen Gemeinschaft wurde 1993 in der Verbrauchsteuersystemrichtlinie 92/12/EWG ein System harmonisierter Verbrauchsteuern geschaffen, das auch Alkohol und alkoholische Getränke umfasst. Diese Systemrichtlinie bestimmt Bedingungen, unter denen verbrauchsteuerpflichtige Waren wie Alkohol in Steuerlagern hergestellt und gelagert, wie sie befördert und, unter Entstehung des Steueranspruchs, in den freien Verkehr gebracht werden müssen. Rahmenbedingungen für Steuerstruktur und Steuersätze werden in speziellen Richtlinien geregelt. Die Richtlinie 92/83/EWG (StrukturRL-Alkohol) legt die Steuerstruktur fest, dazu gehört die Definition der Steuergegenstände anhand der Kombinierten Nomenklatur und die Bemessungsgrundlage (Alkoholgehalt, Volumen oder, bei Bier, auch der Stammwürzegehalt). Die Richtlinie 92/84/EWG (SteuersatzRL-Alkohol) bestimmt Mindeststeuersätze für die verschiedenen Warengruppen.
Die EU-weiten Rahmenbedingungen wurden von den Mitgliedstaaten in nationales Recht umgesetzt (siehe #Deutschland und #Österreich).

### Deutschland
Seit 1919 erfolgte die Besteuerung des Branntweins durch das Branntweinmonopol, das durch die Reichsmonopolverwaltung und nach dem Zweiten Weltkrieg durch die Bundesmonopolverwaltung für Branntwein ausgeübt wurde, bis es zum 31. Dezember 2017 abgeschafft und zum 1. Januar 2018 durch die Alkoholsteuer ersetzt wurde.
Die Einnahmen aus der Branntweinsteuer beliefen sich in Deutschland 2013 auf 2,1 Milliarden Euro.
Die namentlich so genannte „Alkoholsteuer“ bezieht sich ausschließlich auf Produkte, die in § 1 Absatz 2 Alkoholsteuergesetz bezeichnet sind (sogenannte Alkoholerzeugnisse). Sie umfasst also nicht alle alkoholischen Getränke. Neben dieser Alkoholsteuer gibt es auch noch die Schaumweinsteuer, die Biersteuer, die Zwischenerzeugnissteuer und die Alkopopsteuer. Die Schaumweinsteuer wurde 1902 zur Finanzierung der kaiserlichen Kriegsflotte eingeführt und hat bis heute Bestand. Auf Wein ist in der Europäischen Union grundsätzlich ebenfalls eine Steuer zu erheben. Da der Mindeststeuersatz auf 0 Euro festgesetzt wurde, ist Wein in vielen Ländern der EU (Deutschland, Österreich und andere) praktisch steuerfrei.
Alle genannten Steuern sind Verbrauchsteuern. Lediglich die Alkopopsteuer ist eine nationale Abgabe, die anderen Steuern sind EU-weit harmonisiert.

### Österreich
In Österreich werden Spirituosen, Bier und Zwischenerzeugnisse besteuert. Es gibt außerdem eine Schaumweinsteuer. Diese betrug bis Ende 2004 im Regelfall 1,44 Euro pro Liter, wurde im Jahr 2004 abgeschafft und im Jahr 2014 mit 1,00 Euro pro Liter Schaumwein wieder eingeführt. Seit Juni 2020 gilt nach §3 SWStG 1995 ein Steuersatz von 0 Euro je Hektoliter Schaumwein. Schaumwein im Sinne dieses Bundesgesetzes sind alle Getränke, die in Flaschen mit Schaumweinstopfen, der durch eine besondere Haltevorrichtung befestigt ist, enthalten sind oder die bei +20 °C einen auf gelöstes Kohlendioxid zurückzuführenden Überdruck von 3 bar oder mehr aufweisen.

### Schweiz
Nachdem mit der Bundesverfassung von 1874 die Handels- und Gewerbefreiheit bundesweit eingeführt wurde und damit vorher bestehende Beschränkungen und Besteuerungen der Alkoholherstellung bzw. des Alkoholverkaufs und -ausschanks wegfielen, stieg der Konsum rapide an. Insbesondere diente Kartoffelschnaps bei den ärmeren Schichten als Betäubungsmittel und Nahrungsersatz. Um dieser Kartoffelschnapspest zu begegnen, wurde 1887 das erste Alkoholgesetz verabschiedet, das vorerst nur die Produktion von Kartoffelschnaps regelte. Der Alkoholkonsum ging daraufhin auch massiv zurück. Nachdem im Ersten Weltkrieg und in der Zeit danach Obstbrände zunehmend an Beliebtheit gewannen und der Alkoholkonsum wieder zu steigen begann, wurde die Alkoholbesteuerung 1930 auf Verfassungsebene und 1932 im Bundesgesetz über gebrannte Wasser (Alkoholgesetz) eingeführt. Im Jahr 2004 wurde mit einer Sonderregelung für Alkopops die Alkoholsteuer auf diese süßen Mixgetränke mehr als vervierfacht.

## Gesundheitspolitische Aspekte der Alkoholbesteuerung

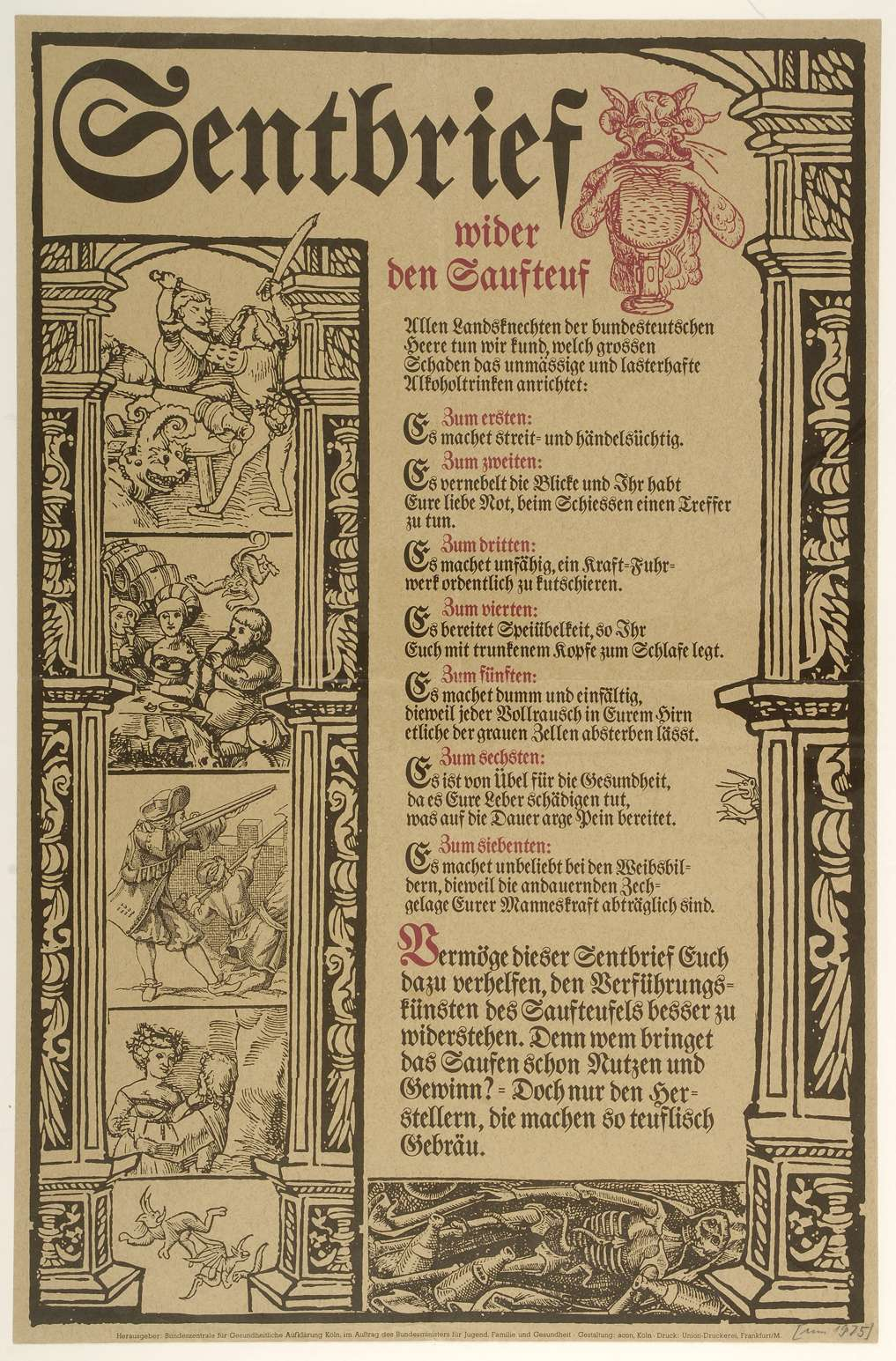
Plakat vom Bundesamt für Gesundheitliche Aufklärung in Köln

Ein gelegentlich vorgebrachtes Argument für eine Erhöhung der Branntwein- und verwandter Steuern (wie der Biersteuer) ist das ihrer Lenkungswirkung, nämlich dass höhere Steuern zu niedrigerem Konsum und geringeren Gesundheitsschäden führen würden. In Ländern mit hohem Alkoholkonsum erscheint dieses Modell attraktiv. Beispielsweise konsumieren in Deutschland etwa 10 % der Bevölkerung Alkohol in einer Menge, die als riskant oder gefährlich angesehen wird (Männer: > 30 Gramm/Tag, Frauen: > 20 Gramm/Tag)
Eine Studie aus dem Jahr 2010 untersuchte anhand von Modellrechnungen die Auswirkungen eines erhöhten Alkoholpreises auf das Konsumverhalten in England.
Ein Mindestpreis von umgerechnet 50 Cent je 10 g Alkohol (entspricht ca. 20 €/Kasten Bier, 4 €/Weinflasche, 11 €/Flasche hochprozentiger Alkohol) hätte nach dieser Studie erkennbare Auswirkungen auf Konsum, Krankenstand und Krankheitskosten – mit 'vollem Effekt' 10 Jahre nach der Einführung: Der Konsum nähme um rund 4,5 % ab, es gäbe ca. 1.970 alkoholbedingte Todesfälle und 62.200 Krankenhausaufnahmen pro Jahr weniger und die Maßnahme würde kumulierte Gesundheitskosten in Höhe von 4,7 Mrd. Euro über einen 10-Jahreszeitraum einsparen. Hierbei entfiele der Großteil der Einsparungen durch eine finanzielle Gewichtung von gewonnenen QALYs der Bevölkerung. Bei einem Alkoholmindestpreis von 80 Cent wären diese Zahlen noch deutlicher: 18,6 % Reduktion Gesamtkonsum, 7.150 Todesfälle und 226.400 Krankenhausaufnahmen weniger, sowie 18,4 Mrd. Euro kumulierte Einsparungen an Gesundheitskosten über einen Zeitraum von 10 Jahren nach der Einführung. Die Einsparungen für das britische Gesundheitssystem würden in diesem Fall umgerechnet rund 800 Millionen Euro pro Jahr betragen. Auf Deutschland (83 Mio. Einwohner) übertragen lägen die vorliegenden, absoluten Zahlen für England (50 Mio. Einwohner) nach dieser Modellrechnung wahrscheinlich noch höher.
Gegner eines höheren Alkoholpreises führten an, dass bei einer zu hohen Besteuerung die illegale Schwarzbrennerei und der Schmuggel von hochprozentigen Spirituosen zunehmen. Da solche Waren sich der staatlichen Kontrolle entziehen, sind Gesundheitsschäden durch gepanschte, minderwertige Alkoholika möglich. Zu den möglichen Folgen gehören etwa schwere Leberzirrhosen oder das Erblinden durch Methanol. Außerdem ergeben sich in der Summe möglicherweise Einnahmeausfälle des Staates aus der Alkoholsteuer.
Zum 6. Februar 2014 wurden in England und Wales Mindestpreise für Alkohol festgesetzt. Eine 440 ml Bierdose (5 %) hat danach einen Minimalpreis von 50 Pence (ca. 0,61 Euro), ein Liter Wein soll einen Minimalpreis von 2,24 £ (2,70 Euro) haben und eine Flasche Wodka (40 %) soll mindestens 10,16 £ (12,27 Euro) kosten. Von Kritikern wurden diese Regelungen als „lächerlich“ abqualifiziert, da sie nur etwa ein Prozent aller Alkoholverkäufe betreffen würden. Die hinsichtlich der Minimalpreise noch ehrgeizigeren Pläne der schottischen Regionalregierung stießen auf den Widerstand verschiedener weinproduzierender europäischer Länder (Frankreich, Spanien, Italien, Portugal und Bulgarien). Nur Irland unterstützte das schottische Anliegen. Die schottische Regierung bezeichnete das schottische Alkoholproblem als „so schwerwiegend, dass jetzt grundlegende Maßnahmen erforderlich“ seien (The alcohol problem in Scotland is so significant that ground breaking measures are now required). Im Dezember 2015 urteilte der Europäische Gerichtshof, das schottische Preis-Gesetz verstoße gegen europäisches Recht, falls sich mit einer Alkoholsteuer dasselbe Ziel erreichen lasse. Der Oberste Gerichtshof Großbritanniens hält jedoch einen Mindestpreises von 50 Cent pro zehn Milliliter reinem Alkohol für "ein angebrachtes Mittel, um ein legitimes Ziel zu erreichen".
In der kanadischen Provinz Saskatchewan bestehen seit längerem gesetzliche Regelungen für Minimalpreise für Alkohol. Dabei zeigte sich, dass ein 10%iger Preisanstieg für Alkohol zu einer 8%igen Abnahme des Alkoholkonsums führte.
Am 1. Januar 2010 wurden in Russland auf Betreiben des damaligen russischen Präsidenten Dmitri Medwedew Minimalpreise für Wodka festgelegt (89 Rubel, entsprechend rund zwei Euro pro Halbliterflasche). Diese sollten den exzessiven Alkoholkonsum, der in Russland bei 18 Litern reinen Alkohols pro Person und Jahr lag und der von Medwedew als „nationale Schande“ bezeichnet wurde, senken. Medwedew verkündete das Ziel durch diese und andere Maßnahmen den Alkoholkonsum bis zum Jahr 2012 um ein Viertel zu senken.
Eine im Januar 2014 in der medizinischen Fachzeitschrift The Lancet veröffentlichte Studie, in deren Rahmen mehr als 150.000 Russen nach ihren Trinkgewohnheiten befragt und über mehrere Jahre beobachtet worden waren, kam zu dem Schluss, dass ein Hauptgrund für die niedrige mittlere Lebenserwartung von Männern in Russland (im Schnitt etwa 64 Jahre, wobei 25 % aller Männer vor dem 55. Lebensjahr sterben) der hohe Alkoholkonsum ist.
In einer Modellierungsstudie von 2021 haben Wissenschaftler der Technischen Universität Dresden den Einfluss einer Erhöhung der Verbrauchsteuern bei alkoholischen Getränken auf alkoholbedingte Krebserkrankungen in der Europäischen Region untersucht. Die Ergebnisse zeigen, dass eine Verdopplung der aktuellen Verbrauchsteuer allein im Jahr 2019 mehr als 10.700 neue Krebserkrankungen sowie 4.850 Todesfälle hätte verhindern können.

## Subventionen
Alkohol kann in Deutschland, Österreich und der Schweiz unter bestimmten Bedingungen subventioniert erzeugt werden.
- Deutschland
  - Bei der Herstellung von Alkoholerzeugnissen in einer Abfindungsbrennerei, als Stoffbesitzer oder als Verschluss–Kleinbrenner sinkt der Steuersatz über die geschätzte Ausbeute als auch über den reduzierten Steuersatz auf einen Wert, der im Bereich von 7,30 Euro pro Liter liegt (Regelsteuersatz 13,03 Euro/lA).[22]
  - Die Biersteuer ist bei Brauereien mit einem Jahresausstoß von weniger als 20 Millionen Liter reduziert. Der Mindeststeuersatz beträgt bis 2023 50 Prozent, danach 56 Prozent.[23] Haustrunk und Hobbybrauen sind steuerfrei bzw. steuerbegünstigt.
- Österreich
  - Für Alkoholerzeugnisse, die in Abfindungsbrennereien oder Verschluss–Kleinbrennereien hergestellt werden, reduziert sich der Steuersatz auf 54 Prozent. Hausbrand ist steuerfrei.[24]
  - Die Biersteuer ist bei kleineren Brauereien auf bis zu 60 Prozent reduziert.[25]
- Schweiz
  - Kleinproduzenten von Alkoholerzeugnissen entrichten auf die ersten 30 Liter reinen Alkohols 30 Prozent weniger Steuer.[26]
  - Die Biersteuer entfällt bei der Herstellung im Privathaushalt und ist bei kleineren Brauereien bis auf 60 Prozent reduziert.[27]